# Ally Kay

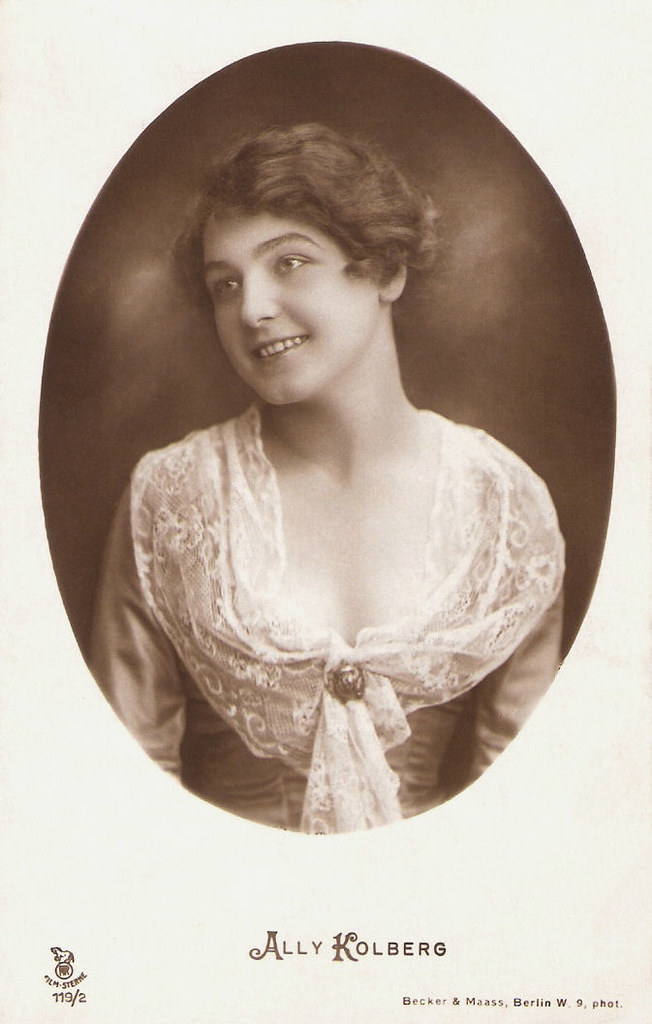
Ally Kolberg-Kay auf der Rotophot-Postkarte Film-Sterne 119/2, Atelier Becker & Maass

Ally Kay (auch Ally Kolberg und Ally Kay-Bing; * 27. Dezember 1894 als Alma Ida Kolberg in Charlottenburg; † 8. März 1986 in Gossau ZH) war eine deutsch-österreichische Stummfilmschauspielerin und Filmproduzentin.

## Leben und Wirken
Die Tochter des Arbeiters Friedrich Kolberg und seiner Frau Ida, geb. Kremmin, wirkte ab 1916 als Darstellerin in einigen Inszenierungen von Hanna Henning mit. Ab 1919 spielte sie auch unter anderen Regisseuren, etwa Heinz Sarnow, Richard Oswald und Heinz Schall.
1919 heiratete sie den Journalisten Felix Bing, mit dem sie die Ally Kay Film Compagnie GmbH gründete. 1919 produzierten sie Das Medaillon der Lady Sington, worin Ally Kay als Hauptdarstellerin agierte. Am 3. Juni 1920 erfolgte eine Umwandlung der Firma in die Kay Film Companie mbH (1920–1927). Felix Bing war auch später beim Film tätig. Da er Jude war, wurde er 1935 als Geschäftsführer der Phönix Film-Verleih GmbH entlassen.
1942 emigrierte Ally Kay in die Schweiz zu ihrem Ehemann, der bereits seit 1938 dort lebte. Nach Felix Bings Tod 1952 war Ally Kay einige Zeit lang Geschäftsführerin eines Kinos in Weil am Rhein und war anschließend beim Bundesanzeiger Verlag beschäftigt. 1972 heiratete sie in San Francisco den gebürtigen Hamburger Eric Ericus Norton. Seit 1977 verwitwet, lebte Ally Kay ab 1980 im Alters- und Pflegeheim „Rosengarten“ in Gossau ZH. Sie starb 1986.

## Filmografie
- 1916: Bubi ist eifersüchtig
- 1916: Einer für drei
- 1917: Fräulein Schwindelmeier
- 1917: Sie weiß, was sie will
- 1917: Mutter
- 1917: Ally schippt
- 1917: Auch sie war ein Jüngling
- 1918: Und hätte der Liebe nicht
- 1918: Arme kleine Helga
- 1918: Am Glück vorbei
- 1918: Weil ich dich liebe
- 1919: In den Krallen des Vampyrs / Eine Frauenschönheit unter dem Seziermesser
- 1919: Das stille Weh
- 1919: Triumph des Lebens
- 1919: Seine Liebe war mein Tod
- 1919: Das Medaillon der Lady Sington
- 1919: Durch dunkle Wolken fiel ein Strahl
- 1919: Ruths Ehe
- 1919: Arbeit adelt
- 1920: Die Augen der Maske
- 1920: Das vierte Gebot
- 1920: Das Zeichen des Malayen
- 1922: Wem nie durch Liebe Leid geschah
- 1922: Die Spitzen der Gesellschaft
- 1923: Liebe und Ehe
- 1923: Fröken Fob (schwedische Produktion)
- 1927: Seine Majestät das Kind (Dokumentarfilm)